# Corné van Kessel

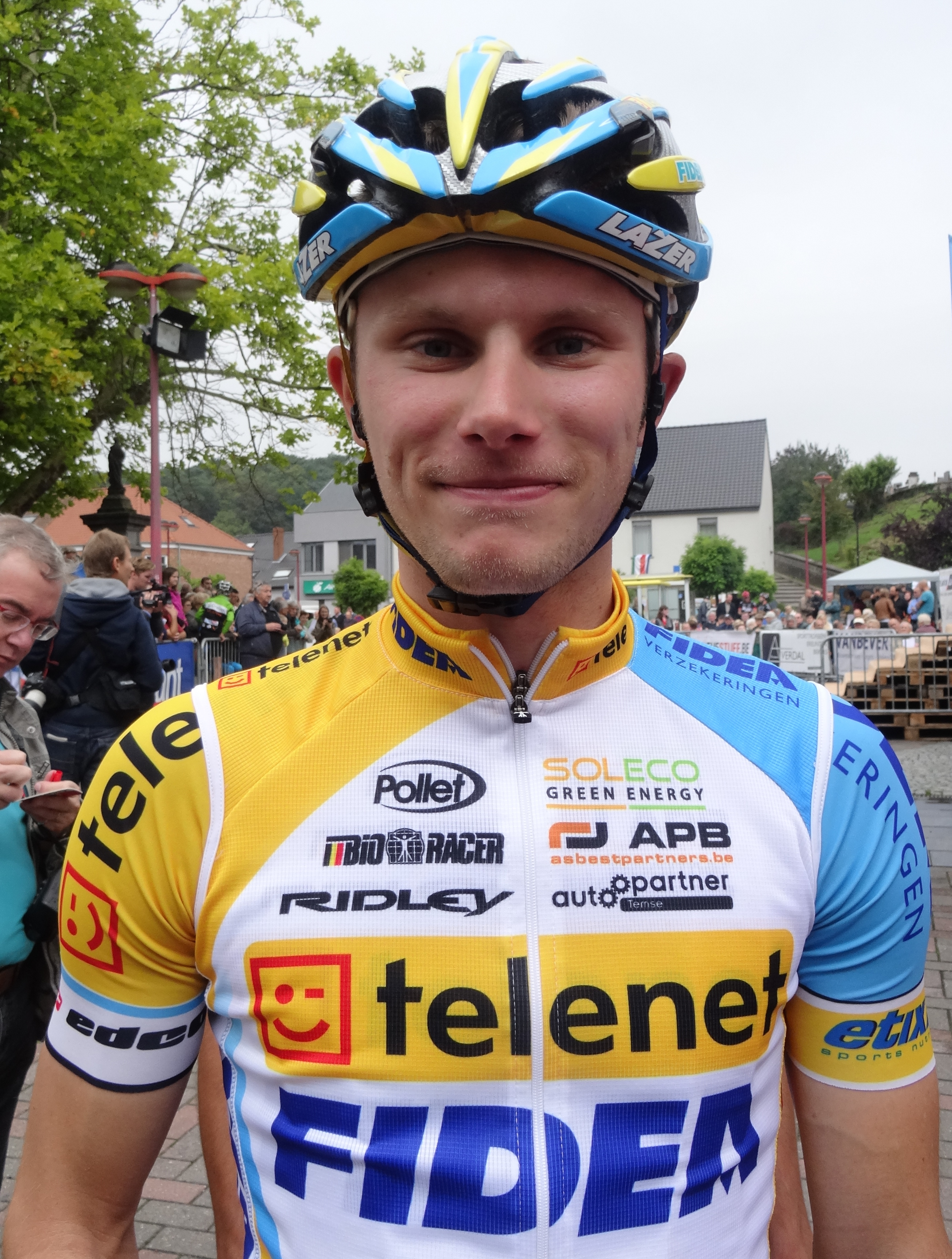
Corné van Kessel (2014)

Corné van Kessel (* 7. August 1991) ist ein ehemaliger Cyclocrossfahrer aus den Niederlanden.

## Sportlicher Werdegang
Corné van Kessel gewann 2009 bei den Weltmeisterschaften in Hoogerheide die Silbermedaille im Rennen der Juniorenklasse. 2010 wurde er niederländischer Crossmeister der U23 und gewann in der Saison 2012/13 die Silbermedaille bei den U23-Europameisterschaften. In der Elite gehörte van Kessel mindestens von 2014 bis 2021 der Weltspitze an; er platzierte sich 60 Mal in den Top 10 von Rennen des UCI-Cyclocross-Weltcups, kam aber nur fünfmal aufs Podium. Seine beste Platzierung war ein zweiter Platz 2017 im US-amerikanischen Waterloo. In der Elite konnte er sieben internationale Rennen gewinnen, darunter den Centrumcross Surhuisterveen (2016, 2017), den GP van Hasselt (2017) und den Zilvermeercross (2018). Seine besten Platzierungen bei Elite-Weltmeisterschaften waren ein fünfter Platz 2017 und ein siebter Platz 2020. Im Februar 2025 kündete van Kessel sein Karriereende nach dem Internationale Sluitingsprijs an.

## Erfolge
2008/2009
 Weltmeisterschaft (Junioren)
2009/2010
 Niederländischer Meister (U23)
2012/2013
 Europameisterschaft (U23)

## Teams
- 2009 (September)–2019: Telenet-Fidea
- 2020–2022: Circus-Wanty Gobert
- seit 2023: Deschacht-Hens